# 词库
词库是指一个人、一门语言或一门专业知识（如導航、医学等）的所有词汇。 在语言学中，词库的概念专指一门语言的所有词位。
语言学的有关理论认为，人类的语言由两部分组成：一部分是词库，或者说是该门语言词语的列表；另一部分则是语法，即将词库中单词组合成有意义的句子的规则。词库中也包括規範語素，即无法作为词语单独存在的语素（比如绝大部分詞綴）。部分理论将合成词、部分熟语等词语搭配也算做词库的一部分。词典通常会将一门特定语言的词库按照字母顺序列出，不过一般規範語素不会被列出。